# 第3軍団 (北軍)
南北戦争中に第3軍団（III Corps）と呼ばれた北軍部隊は4つあった。内3つは短期間存在したのみである。
- バージニア軍第3軍団（元ポトマック軍第1軍団で、第二次ブルランの戦いの後ポトマック軍に戻り、第1軍団の名称に戻った）
  - アービン・マクドウェル（1862年6月26日 - 1862年9月5日）
  - ジェイムズ・リケッツ（1862年9月5日 - 1862年9月6日）
  - ジョセフ・フッカー （1862年9月6日 - 1862年9月12日）

- オハイオ軍第3軍団
  - チャールズ・C・ギルバート（1862年9月29日 - 1862年10月24日）
- カンバーランド軍第3軍団（オハイオ軍からの異動）
  - チャールズ・C・ギルバート（1862年10月24日 - 1862年11月5日）

もう一つがポトマック軍の第3軍団（1862年3月13日 - 1864年3月24日）であり、この記事で記述する。

## 歴史
第3軍団には、カーニー師団、フッカー師団、エクセルシオール旅団、第2ジャージー旅団やその他多くの有名な部隊が所属していた。1862年から1863年にかけての2年間に渡ったバージニアでの一連の戦いで輝かしい記録を残した。

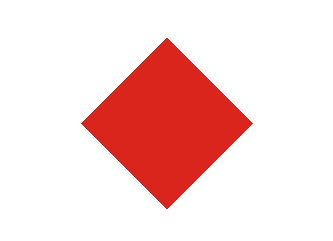
第3軍団第1師団の記章

### 半島方面作戦：1862年3月 - 7月
第3軍団は1862年3月13日に編成され、軍団長はサミュエル・ハインツェルマン（Samuel P. Heintzelman）少将、3個師団編成で各師団長は第1師団がフィッツ・ジョン・ポーター准将、第2師団がジョセフ・フッカー准将、第3師団がチャールズ・ハミルトン（Charles Smith Hamilton）准将であった。編成後直ちに半島方面作戦への参加が命令され、ハミルトンの師団は3月17日に半島南端に上陸し、この歴史的作戦にポトマック軍の先鋒として進んだ。ヨークタウンの包囲戦では軍団の戦力は最大に達し、4月30日の報告では総人員39,710人、軽野砲64門、34,633人が戦闘員とされている。4月30日、フィリップ・カーニーがハミルトンに替わって師団長となり、ハミルトンはミシシッピ軍隷下の師団長に転任した。
ヨークタウン攻略後、ポーターの師団はヨークタウンに留まったが、フッカーとカーニーの師団は撤退する南軍を追跡し、5月5日にウィリアムズバーグの戦いに参加した。この戦闘はほとんど第3軍団のみが戦い、全軍の損害2,239人の内第3軍団のそれは2,002人に達し、その3/4がフッカーの師団であった。中でもエクセルシオール旅団と第2ジャージー旅団の損害が大きかった。5月18日にポーターの師団は第3軍団から離れ、新たに編成された第5軍団へ配属され、ポーター自身は第5軍団長となった。第3軍団はフッカーとカーニーの2個師団のみのとなり、総人員は23,331人、軽野砲34門となった。戦闘人員は18,205人と報告されているが、実際の戦力は17,000人程度であった。
次の戦闘となった5月31日-6月1日のセブンパインズの戦いでは、戦死209人、戦傷945人、行方不明91人という損害を出した。損害は主にカーニーの師団のチャールズ・ジェイムソン（Charles D. Jameson）とハイラム・ベリー（Hiram Gregory Berry）の旅団で生じた。6月には新たに6個連隊が加わり、6月20日時点では総人員27,747人、内兵器が支給された戦闘員18,428人と報告されている。この中には軽野砲40門を含む8個砲兵中隊が含まれる。実際に戦闘が可能な兵員数は17,000人程度と推定される。
第3軍団は七日間の戦いの最初の戦闘である、6月25日のオークグラブの戦いに参加した。続いて30日にはグレンデイル、7月1日にはマルバーンヒルで戦った。一連の戦闘での戦死は158人、戦傷1,021人、行方不明794人、合計1,973人であった。最大の損害を出したのはカーニー師団のジョン・ロビンソン（John C. Robinson）の旅団であり、ベリー旅団の第1ニューヨーク連隊もグレンデイルで大きな損害を出した。

### 北バージニア方面作戦：1862年7月 - 9月
ポトマック軍のリッチモンドからの撤退に伴い、第3軍団はジョン・ポープのバージニア軍の北バージニア方面作戦支援するために派遣された。軍団は8月14日にハリソンズ・バーを出発し、ヨークタウンまで行軍し、8月20日にアレクサンドリアに向けて乗船した。ウォレントン・ジャンクションには8月26日に到着、翌27日、エクセルシオール旅団はブリストー駅で直ちに戦闘に入った。8月29日には軍団はグローブトンで交戦した。フッカー師団のクヴィア・グローバー（Cuvier Grover）の旅団は線路土手で猛烈に戦い、銃剣とマスケット銃を棍棒として使用した白兵戦が正式に報告されている。8月28日-30日の第二次ブルランの戦いで北軍は敗北したが、9月1日、カーニー師団はシャンティリーの戦いに参加し、中でもバーニー旅団が目覚しい活躍をした。カーニーはこの戦闘で戦死している。一連の戦闘での戦死者は260人、負傷1,525人、行方不明453人、合計2,238人であった。フッカーの師団はヨークタウンでは10,000人を有しており、さらに3,000人が補強されていた。ブルランの後、フェアファックス駅での食料配給は2,400人分であった。この数字が、作戦の困難さと敵の攻撃の激しさを物語っている。

### フレデリックスバーグ：1862年11月 - 12月
第3軍団の戦力は激減していたため、メリーランド方面作戦には参加せず、休養と補充のためにワシントンに留まった。従って、アンティータムの戦いには参加していない。11月には再びポトマック軍に復帰した。ポトマック軍の司令官はアンブローズ・バーンサイドに替わっていた。フレデリックスバーグに向かう途中、11月24日にファルマウスに到着、戦闘が発生した12月13日までその場に留まった。このとき、フッカーは軍団長から昇進し、第3軍団と第5軍団からなる中央大師団の司令官となっていた。ジョージ・ストーンマンが第3軍団長に就任し、第1師団長はバーニー、第2師団長はダニエル・シックルズが努め、アミエル・ウィップル（Amiel Weeks Whipple）を師団長とする第3師団が追加された。フレデリックスバーグでは激しい砲火には晒されたが、野戦では大きな働きはしていない。それでも、戦死145人、戦傷837人、合計1,184人の損害を出した。損害の半数以上が、第1師団のウォード（J. H. Hobart Wardの旅団で生じている。戦闘の後、軍団はファルマウスに戻り、1862年-1863年の冬をそこで過ごした。この間にシックルズが軍団長に昇進し、彼の師団はハイラム・ベリー（Hiram Gregory Berry）が引き継いだ。

### チャンセラーズヴィル及びゲティスバーグ：1863年5月 - 7月
1863年5月1日、軍団はチャンセラーズヴィルに向かい、第12軍団と共に歴史に名を残す激しい戦闘を行った。第3軍団の総人員は、非戦闘員も含め17,568人であったが、この作戦で戦死378人、戦傷2,634人、行方不明1,090人、合計4,102人の損害を記録している。3人の師団長の内、第2師団長のベリーと第3師団長のウィップルが戦死した。
戦闘での損失だけでなく、4つのニューヨーク連隊が2年の徴兵期間を過ぎて解散となり、ペンシルベニアの1個連隊も9ヶ月の徴兵期間が完了したことにより、軍団の兵力はさらに減少した。このため、軍団は2個師団に再編成された。第1師団長にはデイビッド・バーニー（David B. Birney）、第2師団長にはアンドリュー・A・ハンフリーズが就任した。
ゲティスバーグの戦いでは、軍団はその2日目、即ち1863年7月2日に重大な役割を果たした。命令に反して、シックルズは軍団をセメトリーリッジの指定された防御ポジションから、その1マイル前方の防御不可能な地域に移動させた。シックルズは、周囲よりやや高くなった場所を占拠したかったが、軍団はその戦力に対しては長すぎる突出部を防御することを余儀なくされた。南軍の2個師団が攻撃をかけてきたとき、突出部は事実上破壊され、1日かけて他の軍団からの補強を行う必要があった。軍団は恐るべき対価を払わされた。ゲティスバーグでの損害は、実質10,000人以下の戦力に対し、戦死578人、戦傷3,026人、行方不明606人、合計4,210人であった。シックルズは脚を失うという重症を負い、軍団長を辞しただけでなく軍を退役した。バーニーが一時的に軍団の指揮をとった。

### 1863年秋
1863年7月、第2軍団にウィリアム・フレンチ（William H. French）の師団が加わった。この師団はハーパーズ・フェリーの基地にいたもので、結成後数カ月が過ぎていたが、ほとんど無傷であった。フレンチは軍団長に昇進した。ゲティスバーグの戦いの後のリーの追撃戦において、軍団の一部、特にエクセルシオール旅団が7月23日にワッピングハイトで戦った。11月7日にもケリーズフォードで小さな戦闘を行なっており、バーニーの第1師団が銃火を交えた。
マイン・ランの戦いでは、ジョセフ・カー（Joseph Bradford Carr）の第3師団がかなりの損害を受けた。このときの軍団長はフレンチで、バーニー、ヘンリー・プリンス及びカーが各師団長を務めていた。マイン・ランの後、軍団はブランディ・ステーションで冬営に入った。

### 軍団の再編成：1864年3月
1864年3月23日、陸軍省は第3軍団と第1軍団の廃止を命じた。廃止された軍団の兵士は、第2軍団、第5軍団及び第6軍団に配置換えされることとなった。この処置には不満を持つ兵士も多く、結果として旧第1軍団と第3軍団の兵士は、新しい軍団においても以前の軍団の記章がついた帽子を着用することが認められた。
第3軍団の第1師団と第2師団は第2軍団の第3師団及び第4師団となり、それぞれバーニーとガーショム・モット（Gershom Mott）が師団長を務めた。スポットシルバニア・コートハウスの戦いで第4師団は第3師団と統合され、モットは第3師団隷下の旅団長になった。第三軍団第3師団は第6軍団第3師団となり、ジェイムズ・リケッツが師団長を務めた。

## 歴代軍団長
| サミュエル・ハインツェルマン | 1862年3月13日 - 1862年10月30日 |
| ジョージ・ストーンマン       | 1862年10月30日 - 1863年2月5日  |
| ダニエル・シックルズ         | 1863年2月5日 - 1863年5月29日   |
| デイビッド・バーニー         | 1863年5月29日 - 1863年6月3日   |
| ダニエル・シックルズ         | 1863年6月3日 - 1863年7月2日    |
| デイビッド・バーニー         | 1863年7月2日3 - 1863年7月7日   |
| ウィリアム・フレンチ         | 1863年7月7日 - 1864年1月28日   |
| デイビッド・バーニー         | 1864年1月28日 - 1864年2月17日  |
| ウィリアム・フレンチ         | 1864年2月17日 - 1864年3月24日  |

## 参考資料
- Eicher, John H., and Eicher, David J., Civil War High Commands, Stanford University Press, 2001, ISBN 0-8047-3641-3.
- Fox, William F., Regimental Losses in the American Civil War, reprinted by Morningside Bookshop, Dayton, Ohio, 1993, ISBN 0-685-72194-9.